# 革苞千里光
革苞千里光（学名：Senecio coriaceisquamus）是菊科千里光属的植物，是中国的特有植物。分布于中国大陆的云南等地，生长于海拔3,000米的地区，一般生于溪旁潮湿处，目前尚未由人工引种栽培。